# Enfants de Selvino

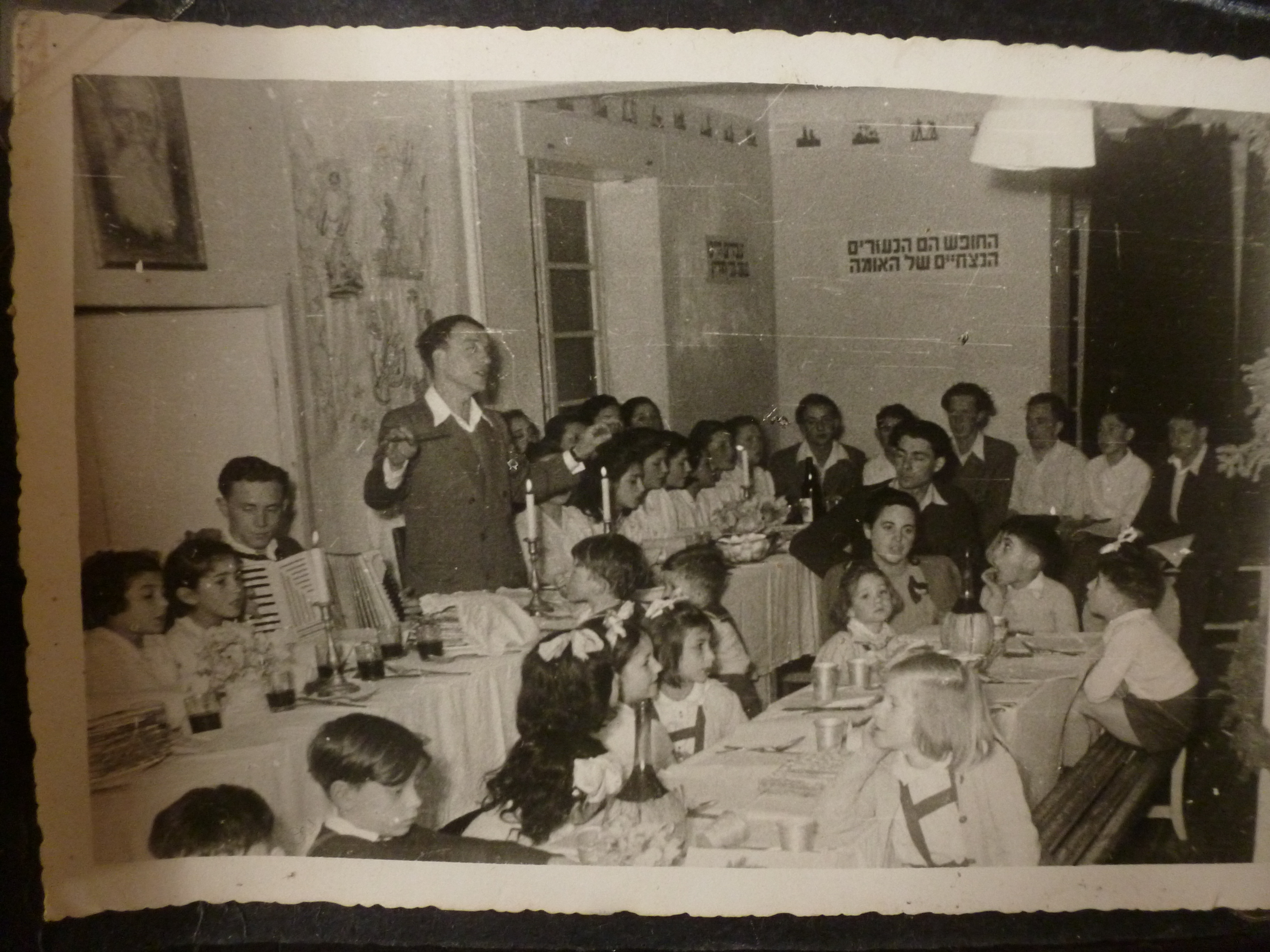
Veille de Pessa'h à la maison de Sciesopoli.

Les enfants de Selvino sont un groupe d'environ 810 enfants juifs devenus orphelins en raison de la Shoah et rescapés de ghettos et de camps de concentration à l'issue de la Seconde Guerre mondiale : ils ont été secourus et logés de 1945 à 1948 dans un ancien orphelinat fasciste appelé Sciesopoli, situé dans la ville de  Selvino, en Italie.

## Histoire

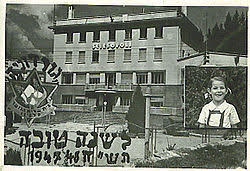
Le bâtiment de Sciesopoli.

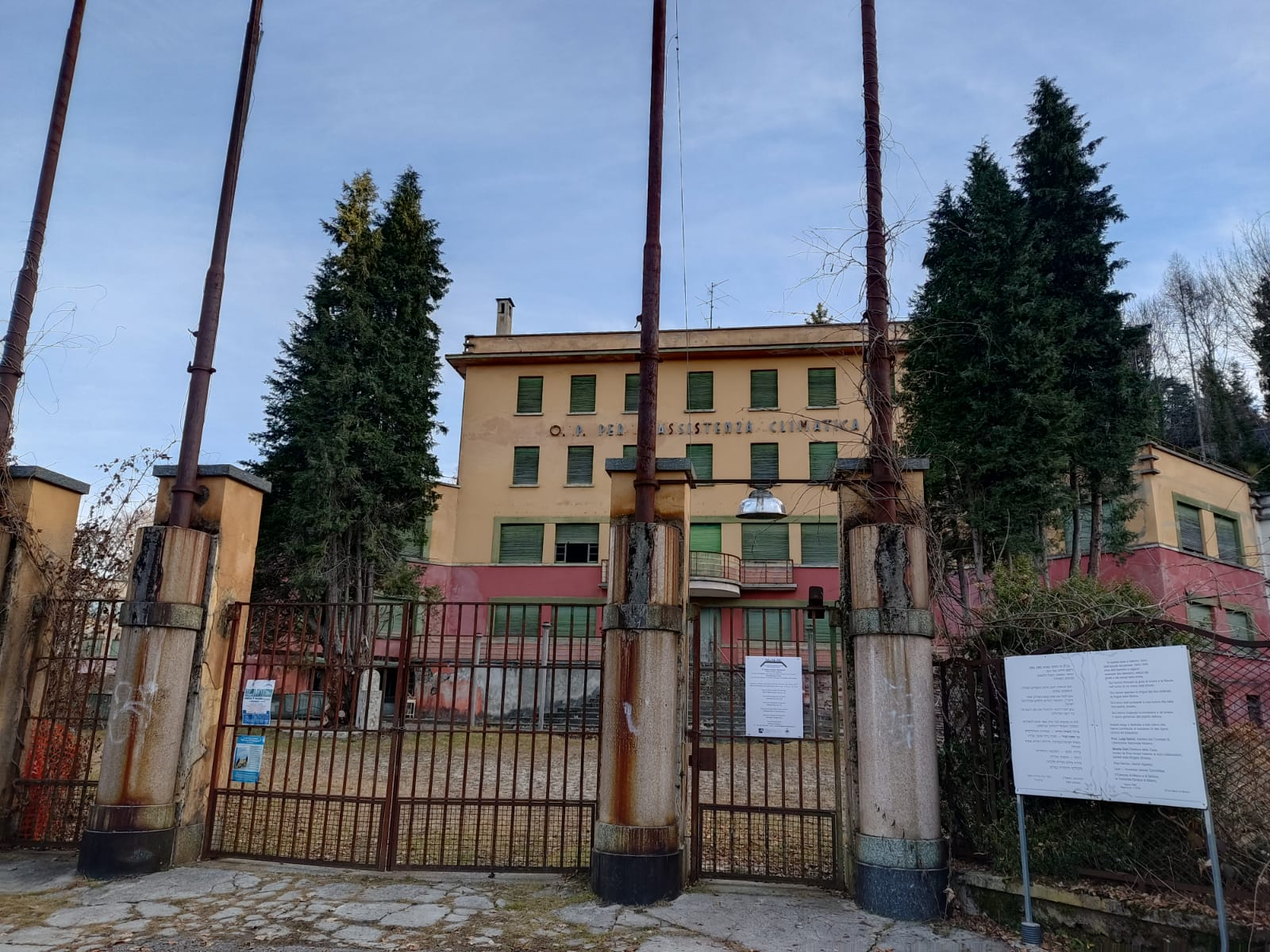
Bâtiment principal à Sciesopoli en 2022, avec la plaque commémorative.

Les bâtiments ont été construits dans les années 1930 (l'inauguration a lieu le 11 juin 1933) par Paolo Vietti-Violi (en), architecte de complexes sportifs, dans la perspective d'en faire un « palais des sports » ou un centre d'entraînement et de gymnastique pour athlètes. 
Les jeunes orphelins ont pu se rétablir à la fois physiquement, moralement et spirituellement de leurs épreuves, au sens où ils ont reçu une instruction générale pour rattraper les cours manqués pendant leur détention ainsi qu'une instruction sur leur patrimoine en matière de culture religieuse, afin de les préparer à leur future migration en Palestine mandataire, dans le cadre de la berih'ah (migration clandestine). La maison est sous la direction de membres de la légion juive (appartenant à la British Army) stationnés en Italie du Nord et commandés par Moshe Zeiri ; de nombreux Italiens leur accordent des dons pour les soutenir. Entre début 1947 et mai 1948, époque où l'État d'Israël proclame son indépendance, Amalia (Mania) Schoeps dirige Sciesopoli.
Après 1948, Sciesopoli est converti en foyer et en école pour enfants démunis et malades. En 1983, un groupe de 66 personnes composé d'anciens orphelins juifs recueillis à Selvino sont revenus en ville. La même année est apposée une plaque commémorative, dont le texte est : « Entre 1945 et 1948, près de 800 enfants et jeunes, orphelins de la Shoah, ont été logés dans cette maison. Ils étaient des survivants des ghettos et des camps de concentration. Ici, les joies de l'enfance et la foi en l'humanité, qui leur avaient été arrachés, leur ont été rendus. Ils ont appris la langue millénaire de leur peuple — la langue de la Bible — et ils ont reçu une préparation à leur future vie dans leur pays d'origine : Israël. Ici, ils ont appris à reconnaître et à chérir la bonté du peuple italien ».
En 2014-2015, un mouvement naît pour « restaurer et sauver Sciesopoli ». Dans ce cadre, Miriam Bisk, Tami Sharon, Nitza Sarner, Marco Cavallarin, Enrico Grisanti, Bernardino Pasinelli et de nombreux autres membres du comité d'organisation ont recueilli des signatures pour attirer l'attention du gouvernement italien.

## Galerie d'images

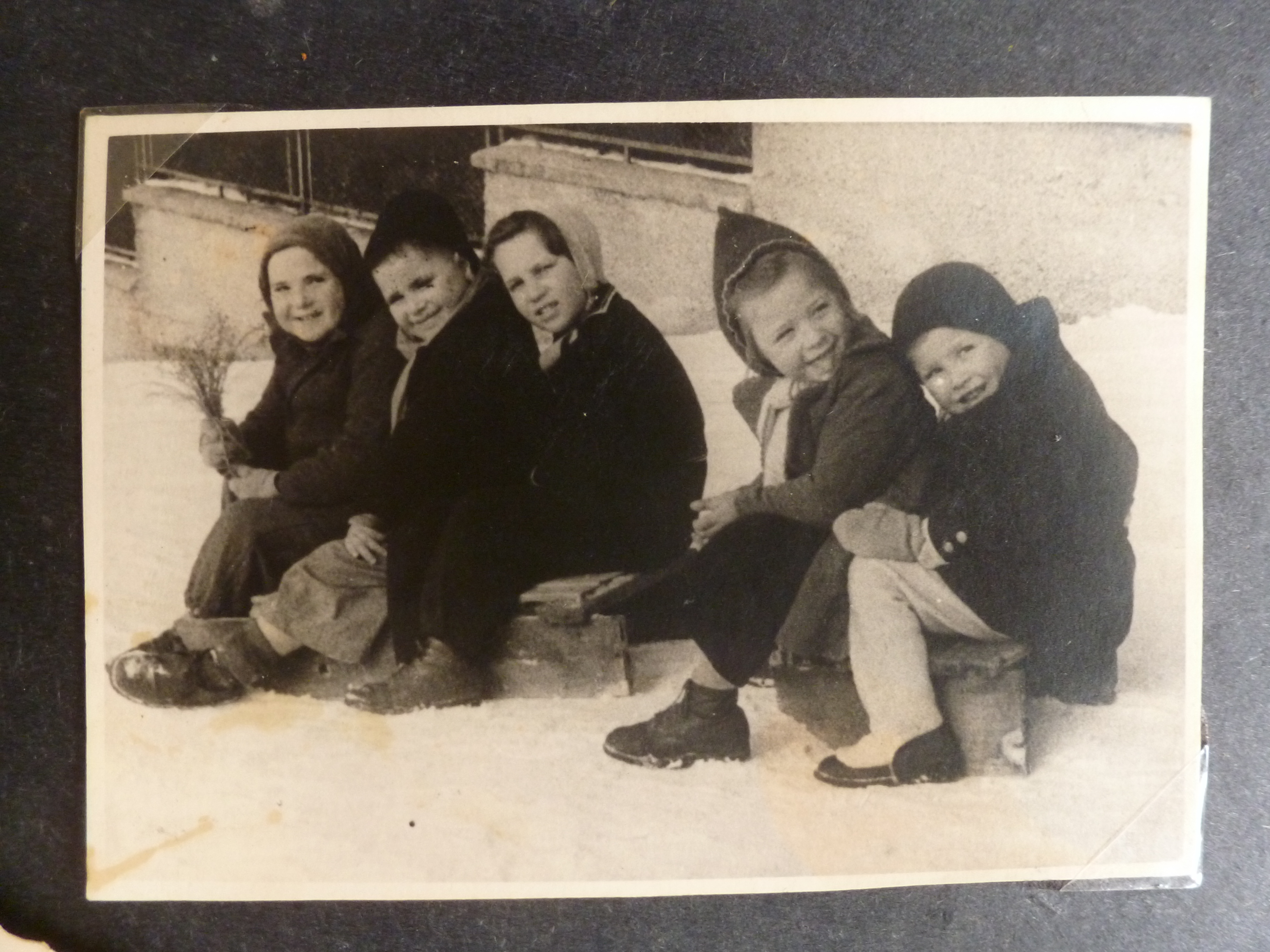
Cinq enfants à Selvino.
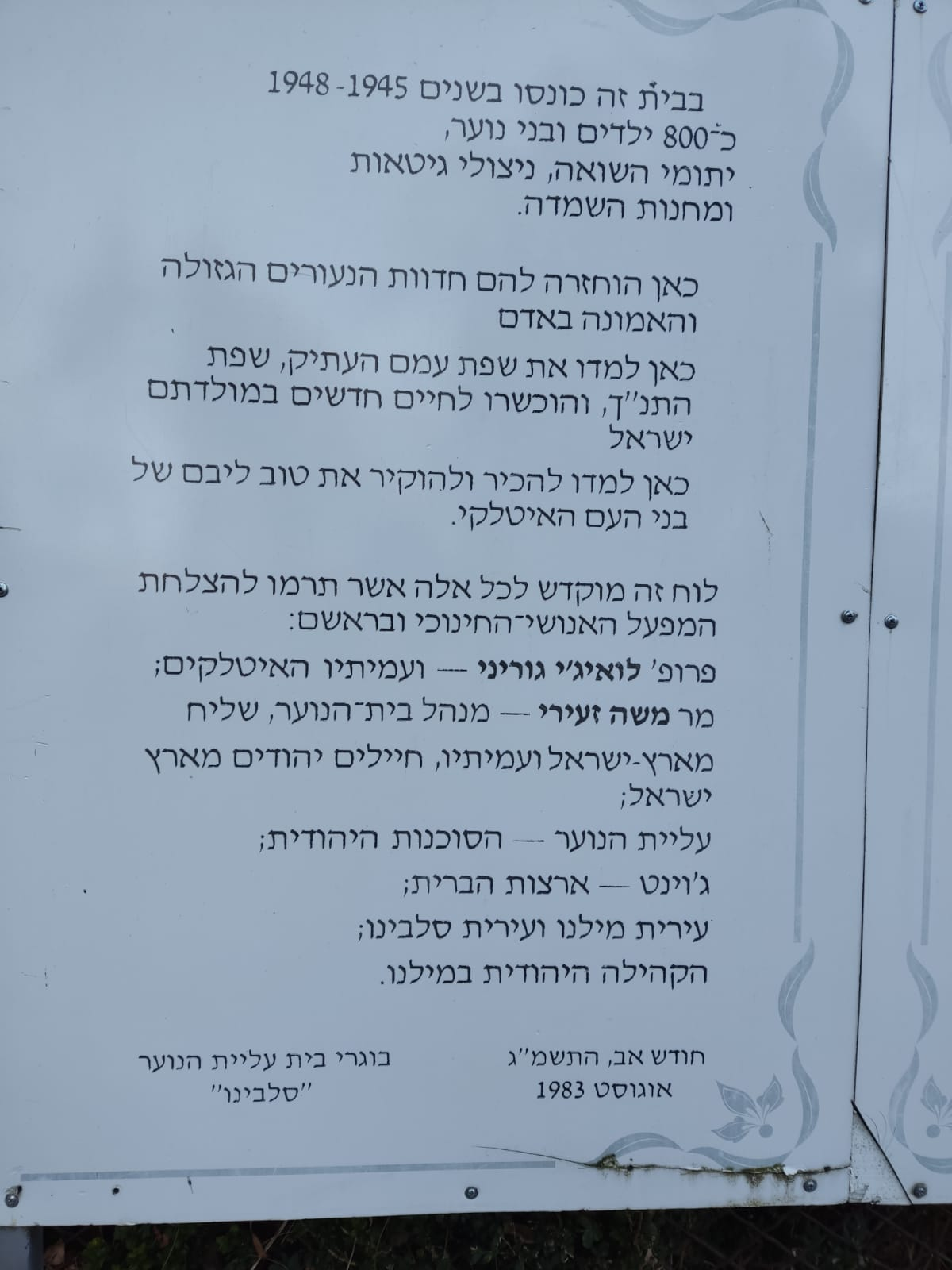
La plaque de 1983 (texte en hébreu).
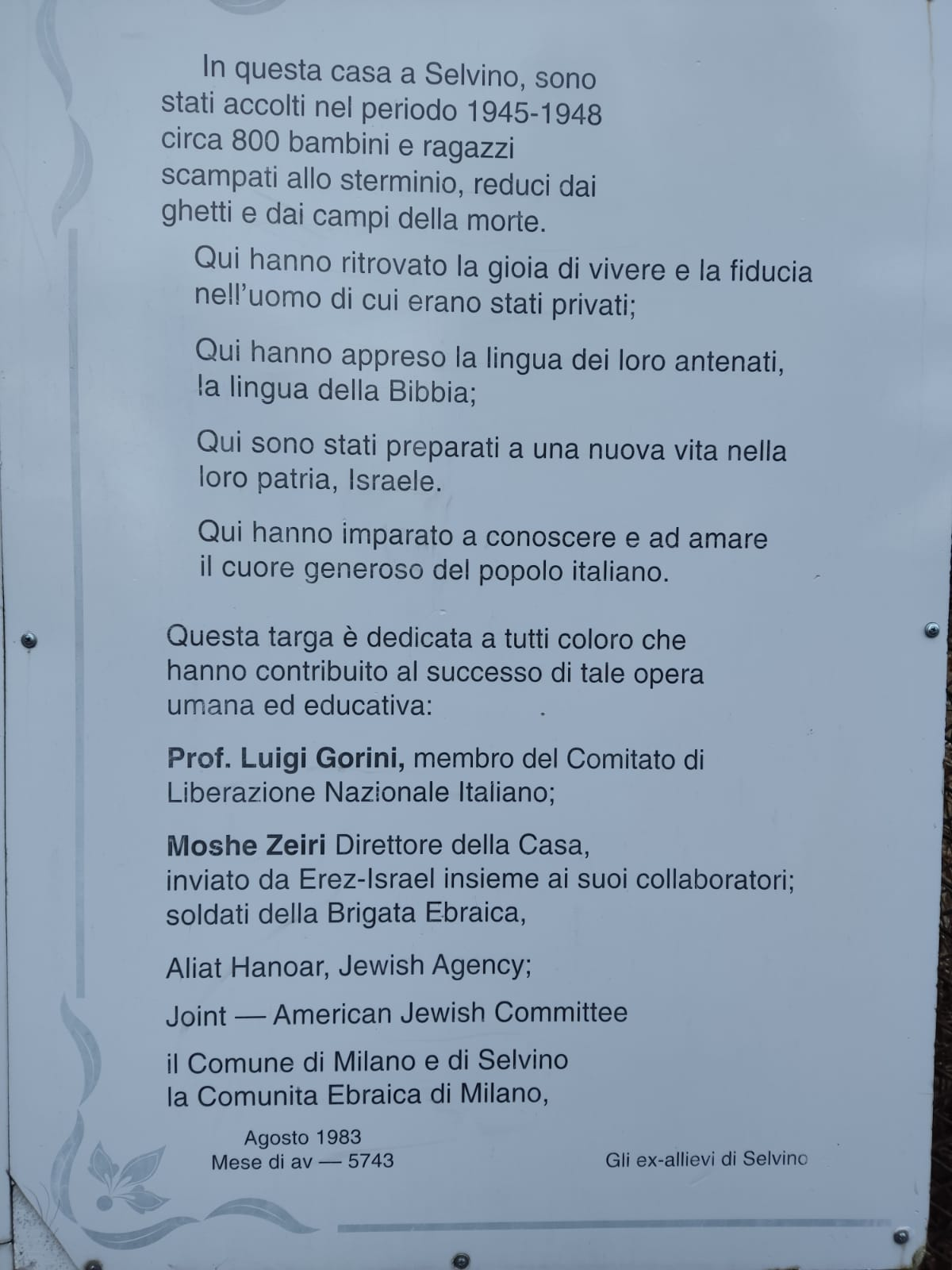
La plaque de 1983 (texte en italien).